# Kesselhaus (Speicherstadt)

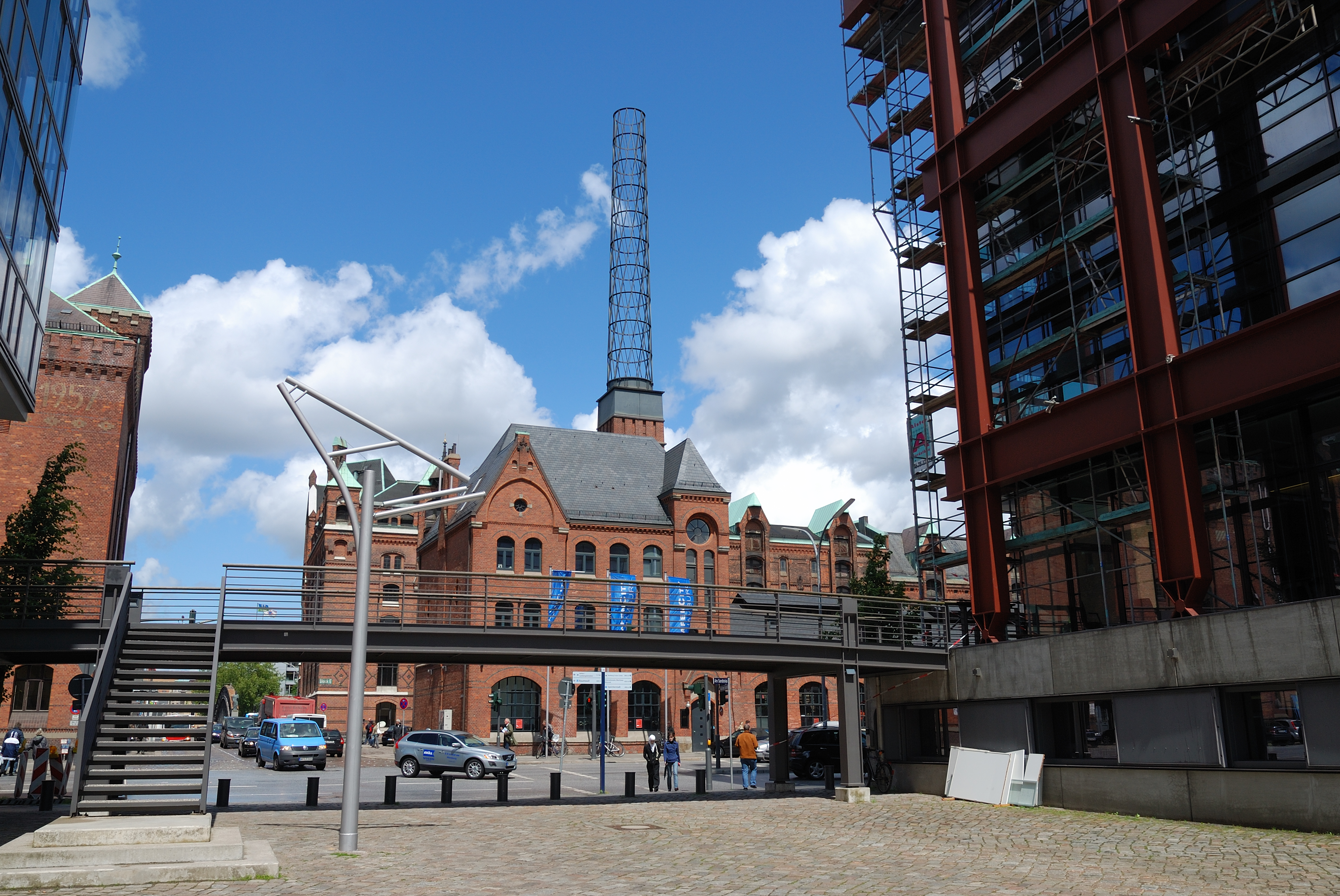
Das Kesselhaus in der Speicherstadt

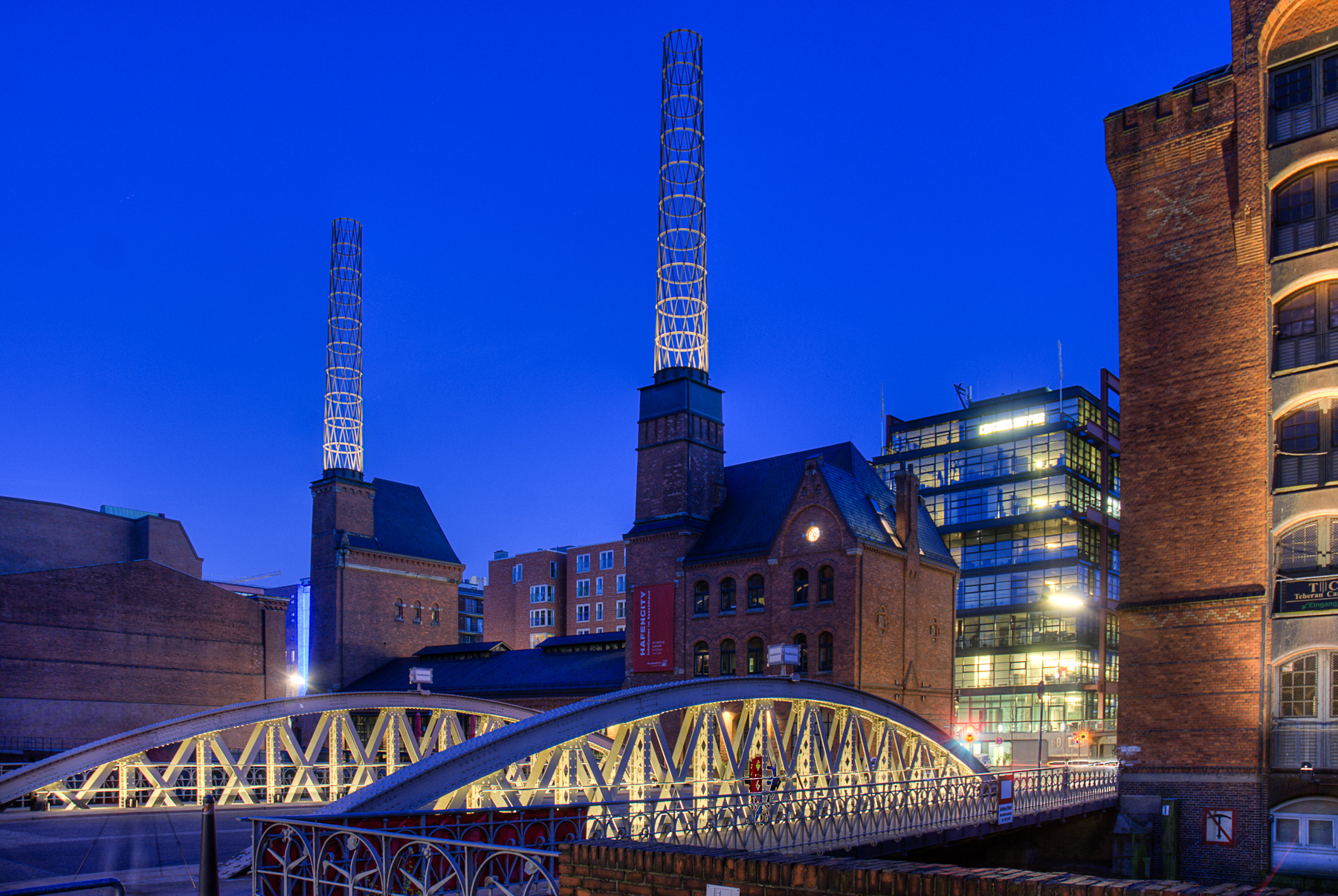
Das Kesselhaus bei Nacht

Das Kesselhaus ist ein denkmalgeschütztes Gebäude in der Hamburger Speicherstadt.

## Beschreibung und Geschichte

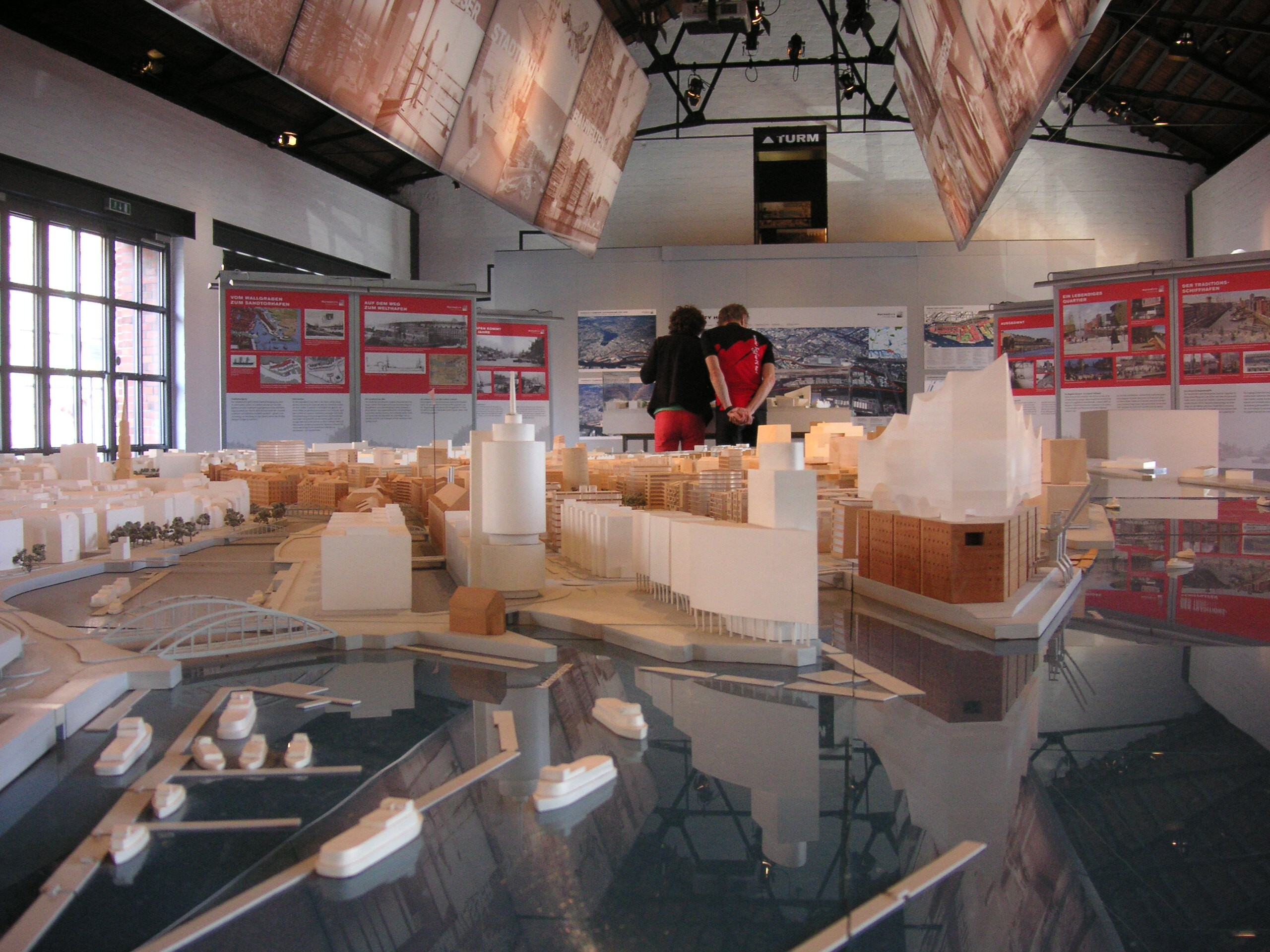
HafenCity InfoCenter im alten Kesselhaus.

Das bei der Sandbrücke stehende Gebäude mit der Adresse Am Sandtorkai 30 wurde von 1886 bis 1887 nach Plänen des Architekten Franz Andreas Meyer errichtet. Es handelte sich um einen dreigeschossigen Betriebstrakt mit einer eingeschossigen Kesselhalle und einem niedrigen Turm in der Speicherstadt, die heute zur HafenCity gehört.
Als Kraftwerk für die Speicherstadt erfolgte deren Energieversorgung zunächst unabhängig vom Rest der Stadt. Im Kesselhaus wurde sowohl elektrischer Strom für die Beleuchtung der Speicheranlagen sowie Druckluft für den Betrieb der hydraulischen Winden, Kräne, Hebebühnen und Treppenaufzüge der Speicherstadt produziert. Als Kesselhaus lieferte es Energie für eine benachbarte Maschinenzentralstation, die das Wasser in einem geschlossenen Kreislauf für den Antrieb von Winden auf alle benachbarten Speicher verteilte. Für den Transport der Waren auf die Lagerböden wurde eine hydraulische Winde genutzt. Bereits 1888 war die Beleuchtung des Gebäudes aus Brandschutzgründen vollständig elektrifiziert.
Im Zweiten Weltkrieg wurde das Kesselhaus bei Bombenangriffen stark beschädigt, außerdem hatte der technische Fortschritt eine Dampfversorgung für die Speicherstadt entbehrlich gemacht und Antriebe wurden durch elektrische Maschinen ersetzt.
Von 1999 bis 2000 wurde das Gebäude nach Plänen der Architekten Gerkan, Marg und Partner umgebaut und restauriert, wobei die verloren gegangenen Schornsteine durch Gitterkonstruktionen aus Stahl ersetzt wurden. Das Gebäude wird seitdem als HafenCity InfoCenter genutzt.
Die Körber-Stiftung bot über das Körber-Forum ein regelmäßiges Programm von Lesungen, Künstlergesprächen, Buchpräsentationen u. ä. an. Jährlich fanden von 1994 bis 2018 auf einer offenen Bühne hinter dem Kesselhaus Theateraufführungen des Hamburger Jedermann statt.